# 5571 Леслігрін
5571 Леслігрін (5571 Lesliegreen) — астероїд головного поясу, відкритий 1 червня 1978 року.
Тіссеранів параметр щодо Юпітера — 3,222.